# ایرج سرباز
ایرج سرباز یک بازیگر و تهیه‌کننده ایرانی است.

## حرفه

### تهیه‌کننده
- یک روز گرم (۱۳۶۳)

### بازیگر

#### سینما
- ندارها (۱۳۸۸)
- بلوغ (فیلم) (۱۳۷۷)
- سیب (فیلم ۱۹۹۸) (۱۳۷۶)
- بوی خوش زندگی (۱۳۷۳)
- آبادانی‌ها (۱۳۷۱)
- جیب‌برها به بهشت نمی‌روند (۱۳۷۰)
- دو نیمه سیب (۱۳۷۰)
- دیدار در استانبول (۱۳۷۰)
- پرده آخر (۱۳۶۹)
- پرواز پنجم ژوئن (۱۳۶۸)
- جستجوگر (فیلم) (۱۳۶۸)
- شاید وقتی دیگر (۱۳۶۶)
- سیاه راه (۱۳۶۳)
- فرار (فیلم ۱۳۶۳) (۱۳۶۳)
- یک روز گرم (۱۳۶۳)
- بازداشتگاه (فیلم) (۱۳۶۲)
- پیک جنگل (۱۳۶۲)
- رهایی (فیلم) (۱۳۶۱)
- عفریت (فیلم) (۱۳۶۱)

#### تلویزیون
- چنگک (۱۳۵۶)